# Edotia tangaroa
Edotia tangaroa är en kräftdjursart som beskrevs av Brandt och Bruce 2006. Edotia tangaroa ingår i släktet Edotia och familjen tånglöss. Inga underarter finns listade i Catalogue of Life.